# Bořetice (Pelhřimovi járás)
Bořetice település Csehországban, a Pelhřimovi járásban. Bořetice Útěchovice, Pošná, Samšín, Útěchovičky, Hořepník és Rovná településekkel határos. Lakosainak száma 91 fő (2024. január 1.).

## Népesség
A település lakosságának változását az alábbi diagram mutatja:
| Lakosok száma | 187  | 187  | 180  | 126  | 103  | 68   | 65   | 71   | 67   | 91   |
|               | 1869 | 1900 | 1921 | 1961 | 1980 | 2011 | 2016 | 2019 | 2021 | 2024 |